# Gorenje (Šmartno ob Paki)
Gorenje is een plaats in Slovenië en maakt deel uit van de gemeente Šmartno ob Paki in de NUTS-3-regio Savinjska. De plaats telde 160 inwoners op 1 januari 2020.